# Kaindl (Unternehmen)
Die Kaindl Flooring GmbH ist ein österreichisches Familienunternehmen mit Sitz in Wals-Siezenheim, Land Salzburg. Es ist eines der weltweit führenden Unternehmen für Holzwerkstoffe, Laminat- und Holzfußböden. Seinen Anfang nahm der Betrieb mit der Gründung eines Sägewerkes in Lungötz. Bereits 1962 produzierten sie als eines der ersten Unternehmen Spanplatten.

## Geschichte
Seinen Ursprung fand das Unternehmen des M. Kaindl 1897 in Lungötz. Dort gewann das Sägewerk als Holzfachbetrieb rasch große Anerkennung.
1948 begann Kaindl mit der industriellen Massenproduktion von Paneelplatten und Sperrholz. Nach der Inbetriebnahme des Sägewerks Hüttau 1954, das heute noch existiert, fand im Jahre 1959 die Gründung des ersten Spanplattenwerks der Firma in Wals bei Salzburg statt. 1982 begann die Produktion von Endloslaminaten.
1989 war ein wichtiges Ereignis in der Geschichte des Unternehmens. Ein verheerender Großbrand vernichtete fast vollständig die Produktionsanlagen in Salzburg. Mit einer Investition von ca. 150 Mio. Euro wird der Standort Kaindl Salzburg wieder aufgebaut und modernisiert.
1999 wurde nach nur 6 Monaten Bauzeit auf dem Firmengelände in Salzburg eine MDF-Anlage errichtet. Ein Jahr darauf wurde am gleichen Ort das Logistikzentrum errichtet. Der Kaindl Megastore sorgt für eine reibungslose Distribution des gesamten Lagerprograms des Unternehmens. Es verfügt über eine Lagerfläche von 40.000 m².
Im Jahre 2003 wurde der Cargo-Shuttle-Service in Betrieb genommen - Zugverbindung zwischen den Werken Wals und Lungötz. Damit wird ein Großteil des Werksverkehrs auf die Schiene verlagert. Allerdings verfügt Lungötz selbst nicht über eine Bahnanbindung, was zu einer verstärkten Belastung der beliebten Urlaubsregion Lammertal durch Schwerlast-LKW-Verkehr führt.
2008 wurde ein weiteres Werk, die Kaindl Floor Factory eröffnet, in welchem mittels Hightech-Produktionsanlagen Fußböden hergestellt werden.
Gleichzeitig wurde das Kaindl Floor House eröffnet, in welchem man die in der Region produzierten Böden kaufen kann.
Durch die gemeinsame Geschichte und gegenseitige Beteiligungen innerhalb des Firmengeflechts der Familie Kaindl ist das Unternehmen mit der Swiss Krono Group und der Kronospan-Gruppe verbunden.

## Technische Daten

### Werk Salzburg
- Mitarbeiter: 800
- Exportanteil: 93 %
- Umsatz 10/11: 549 Mio. €
- Investitionen: 18,4 Mio. €

### Produktion
- Spanplatten: 600.000 m³
- MDF-Platten: 500.000 m³
- Beschichtete Spanplatten: 35 Mio. m²
- Furnierte Platten: 1,5 Mio. m²
- Laminate: 10 Mio. m²
- Laminatfußboden: 60 Mio. m²
- Arbeitsplatten / Formingelemente: 7 Mio. lfm
- Imprägnierte Filme: 300 Mio. m²